# 馬岑多夫

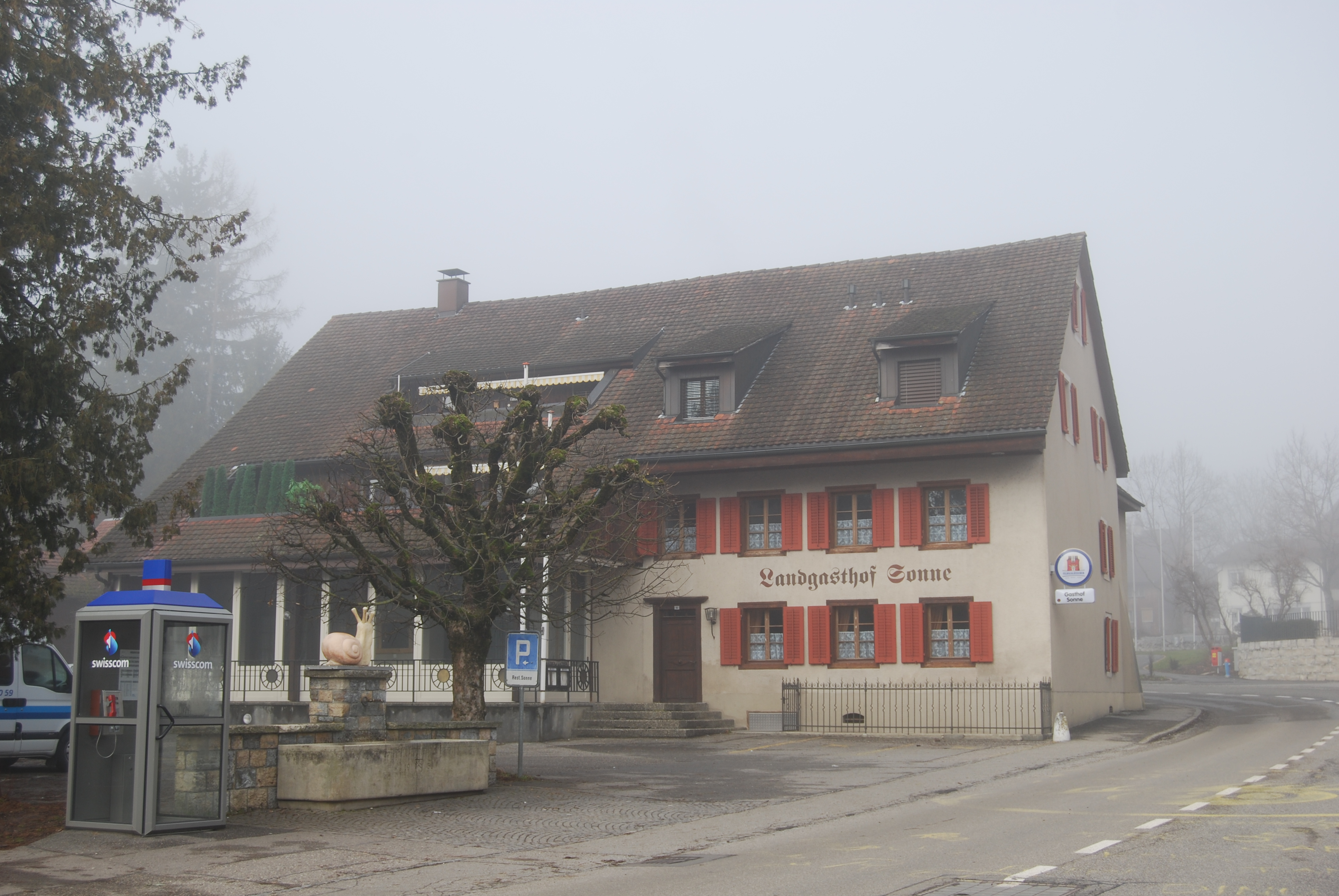

馬岑多夫是瑞士的城鎮，位於該國北部，由索洛圖恩州負責管轄，面積11.25平方公里，海拔高度510米，2012年人口1,293，七成半人口信奉羅馬天主教，人口密度每平方公里115人。

## 外部連結
- Official website （德文）